# Sainte-Mesme
Sainte-Mesme és un municipi francès, situat al departament d'Yvelines i a la regió de Illa de França. L'any 2007 tenia 838 habitants.
Forma part del cantó de Rambouillet, del districte de Rambouillet i de la Comunitat d'aglomeració Rambouillet Territoires.

## Demografia

### Població
El 2007 la població de fet de Sainte-Mesme era de 838 persones. Hi havia 323 famílies, de les quals 64 eren unipersonals (28 homes vivint sols i 36 dones vivint soles), 92 parelles sense fills, 131 parelles amb fills i 36 famílies monoparentals amb fills.
La població ha evolucionat segons el següent gràfic:
Habitants censats

### Habitatges
El 2007 hi havia 370 habitatges, 323 eren l'habitatge principal de la família, 29 eren segones residències i 19 estaven desocupats. 339 eren cases i 31 eren apartaments. Dels 323 habitatges principals, 263 estaven ocupats pels seus propietaris, 42 estaven llogats i ocupats pels llogaters i 18 estaven cedits a títol gratuït; 6 tenien una cambra, 18 en tenien dues, 46 en tenien tres, 85 en tenien quatre i 168 en tenien cinc o més. 243 habitatges disposaven pel capbaix d'una plaça de pàrquing. A 114 habitatges hi havia un automòbil i a 184 n'hi havia dos o més.

### Piràmide de població
La piràmide de població per edats i sexe el 2009 era:
| Homes | Edats   | Dones |
| ----- | ------- | ----- |
| 0     | 95 o +  | 8     |
| 4     | 90 a 94 | 20    |
| 32    | 85 a 89 | 8     |
| 0     | 80 a 84 | 8     |
| 8     | 75 a 79 | 20    |
| 16    | 70 a 74 | 8     |
| 24    | 65 a 69 | 20    |
| 16    | 60 a 64 | 8     |
| 24    | 55 a 59 | 12    |
| 64    | 50 a 54 | 48    |
| 32    | 45 a 49 | 28    |
| 52    | 40 a 44 | 28    |
| 0     | 35 a 39 | 44    |
| 32    | 30 a 34 | 16    |
| 28    | 25 a 29 | 32    |
| 24    | 20 a 24 | 16    |
| 8     | 15 a 19 | 40    |
| 36    | 10 a 14 | 16    |
| 24    | 5 a 9   | 12    |
| 36    | 0 a 4   | 4     |

## Economia
El 2007 la població en edat de treballar era de 575 persones, 432 eren actives i 143 eren inactives. De les 432 persones actives 389 estaven ocupades (209 homes i 180 dones) i 43 estaven aturades (20 homes i 23 dones). De les 143 persones inactives 37 estaven jubilades, 60 estaven estudiant i 46 estaven classificades com a «altres inactius».

### Ingressos
El 2009 a Sainte-Mesme hi havia 319 unitats fiscals que integraven 842,5 persones, la mediana anual d'ingressos fiscals per persona era de 25.709 €.

### Activitats econòmiques
Dels 43 establiments que hi havia el 2007, 1 era d'una empresa alimentària, 4 d'empreses de construcció, 6 d'empreses de comerç i reparació d'automòbils, 3 d'empreses d'hostatgeria i restauració, 2 d'empreses d'informació i comunicació, 1 d'una empresa financera, 1 d'una empresa immobiliària, 14 d'empreses de serveis, 9 d'entitats de l'administració pública i 2 d'empreses classificades com a «altres activitats de serveis».
Dels 7 establiments de servei als particulars que hi havia el 2009, 1 era un guixaire pintor, 2 lampisteries, 1 electricista, 2 restaurants i 1 agència immobiliària.
Dels 2 establiments comercials que hi havia el 2009, 1 era un supermercat i 1 una botiga de menys de 120 m².

## Equipaments sanitaris i escolars
El 2009 hi havia una escola elemental.

## Poblacions més properes
El següent diagrama mostra les poblacions més properes.